# Eptesicus floweri
Eptesicus floweri es una especie de murciélago de familia Vespertilionidae. Se encuentra en una estrecha franja entre Malí y Sudán.